# Chiapas
Chiapas (phát âm tiếng Tây Ban Nha: [ˈtʃjapas] ⓘ), tên chính thức Bang Tự do và có Chủ quyền Chiapas (tiếng Tây Ban Nha: Estado Libre y Soberano de Chiapas), là một trong 31 bang mà cùng với Thành phố México lập nên 32 thực thể liên bang của México. Tính đến tháng 9 năm 2017, bang này được tạo nên từ 124 municipio với thủ phủ là Tuxtla Gutiérrez. Những trung tâm dân cư khác của Chiapas là Ocosingo, Tapachula, San Cristóbal de las Casas, Comitán và Arriaga. Đây là bang cực nam México, tiếp giáp với Oaxaca về phía tây, Veracruz về phía tây bắc, Tabasco về phía bắc, và với các tỉnh Petén, El Quiché, Huehuetenango và San Marcos của Guatemala về phía đông và đông nam. Chiapas giáp Thái Bình Dương về phía nam.
Nói chung, Chiapas có khí hậu nhiệt đới ẩm ướt. Ở phương bắc, tại vùng giáp Tabasco, gần Teapa, lượng mưa trung bình hơn 3.000 mm (120 in) mỗi năm. Trong quá khứ, vùng này phủ rừng mưa lâu năm đất thấp, nhưng lớp cây cối này hầu như đã bị quét sạch, thay vào đó là đất trồng trọt chăn nuôi. Lượng mưa giảm dần khi đi về phía Thái Bình Dương, nhưng vẫn dư dả để trồng chuối hay cây trồng nhiệt đới khác tại vùng quanh Tapachula. Trên những dãy núi chạy dọc nhau trong nội địa Chiapas, khí trời mát hơn, có lúc có sương, cho phép rừng sương mù tại Reserva de la Biosfera el Triunfo phát triển.
Chiapas có những di chỉ và tàn tích Maya cổ Palenque, Yaxchilán, Bonampak, Chinkultic và Toniná. Đây còn là một trong số bang có người bản địa đông nhất toàn quốc, gồm 12 dân tộc được chính phủ liên bang công nhận. Phần lớn lịch sử xoay quanh sự đàn áp những dân tộc này và những cuộc nổi dậy của họ. Cuộc nổi dậy mới đây nhất là cuộc nổi dậy Zapatista 1994, thành công trong việc giành quyền lợi mới cho người bản địa.